# Jertvisi
Jertvisi (en georgiano: ხერთვისი) es un pueblo de Georgia ubicado en el centro de la región de Mesjetia-Yavajetia, siendo parte del municipio de Aspindza.

## Geografía
Jertvisi se encuentra ubicada en la confluencia de los ríos Kurá y Paravani, a 14 kilómetros de Aspindza y a 48 de Ajaltsije.  

## Historia
Según las crónicas, en la antigüedad Jertvisi era una ciudad. La última mención fue en la segunda mitad del siglo XVIII. En 1771, cuando el rey Heraclio II recuperó temporalmente la fortaleza de los turcos, se evacuó una gran cantidad de objetos de valor y mercancías. Esto insinuó a los historiadores que Jertvisi era de hecho una ciudad.
Durante el período soviético, el pueblo operaba granjas ganaderas, agrícolas y hortícolas.

## Demografía
La evolución demográfica de Jertvisi entre 2002 y 2014 fue la siguiente:
| 203                                             | 202 |
| (Fuente: Population of Georgia in Soviet times) |     |

Según el censo de 2014, el 99,5% de la población son georgianos.

## Infraestructura

### Arquitectura, monumentos y lugares de interés
En el pueblo está la fortaleza de Jertvisi, construida en el siglo X y considerada una de las que tiene el origen más antiguo de Georgia.